# Laura Bridgman
Laura Dewey Bridgman (21 dicembre 1829 – 24 maggio 1889) è stata la prima donna statunitense sordo-cieca ad avere raggiunto un significativo grado di istruzione in lingua inglese, cinquant'anni prima della più nota Helen Keller.
Fu amica e mentore di Anne Sullivan, che da lei apprese l'alfabeto manuale e che lo insegnò successivamente a Helen.
Esistono tuttavia notizie riguardanti persone sordo-cieche che comunicavano attraverso il linguaggio tattile prima di lei, e la sordo-cieca Victorine Morriseau (1789-1832) era riuscita con successo ad imparare il francese in età scolare solamente qualche anno prima.